# Dichrogaster hispanica
Dichrogaster hispanica là một loài tò vò trong họ Ichneumonidae.